# Ambrosie
Ambrosie (Ambrosia) er en slægt med 22 arter, der er udbredt i tempererede områder på den nordlige halvkugle, men med tyngdepunktet i Nordamerika og enkelte arter i Sydamerika. Det er enårige urter, stauder eller buske med oprette, hårede stængler. Stænglerne forgrener sig allerede ved jorden. Bladene er modsatte ved jorden, men bliver spredtstillede op ad stænglen. De er grålige til sølvagtige med dybt indskårne lapper og vingede stilke. Planterne danner slanke pælerødder eller krybende jordstængler. Her nævnes kun de arter, som er vildtvoksende eller naturaliserede i Danmark, eller som dyrkes her.
| Arter |

- Bynkeambrosie (Ambrosia artemisiifolia)
- Høj ambrosie (Ambrosia elatior)
- Krybende ambrosie (Ambrosia psilostachya)
- Trefliget ambrosie (Ambrosia trifida)